# 薄山水库
薄山水库位于中国河南省驻马店市确山县任店乡，是以防洪、灌溉为主，兼有发电、养殖等功能的大（二）型水库。因大坝建在薄山脚下，故而得名，又称薄山湖。
1954年薄山水库完工，总库容2.84亿立方米。1981年冬至1983年春除险加固后，总库容增至6.2亿立方米，面积达22平方公里。
薄山水库库区为首批国家森林公园、国家水利风景区、省级风景名胜区。
中央电视台《西游记》、《长征》等电视剧曾以此作为外景地。